# Le Chant de l'amour
Pour plus de détails, voir Fiche technique et Distribution.
Le Chant de l'amour est un film français réalisé par Gaston Roudès, sorti en 1935.

## Fiche technique
- Titre : Le Chant de l'amour
- Autre titre : Les Femmes devant l'amour
- Réalisation : Gaston Roudès
- Assistant réalisateur : Robert Bibal
- Photographie : André Dantan, Henri Janvier et François Timmory
- Décors : Jean d'Eaubonne et Hugues Laurent
- Musique : Paul Chaubet et Louis Izoird
- Production : Compagnie commerciale de productions et d'adaptations cinématographiques
- Pays d'origine :  France
- Format :  Noir et blanc - son mono
- Genre : Comédie
- Durée : 84 minutes
- Date de sortie : 
  - France : 4 juillet 1935

## Distribution
- France Dhélia : Mme Camille
- Constant Rémy : Sébastien Honoré
- Alice Tissot : Mlle Estelle
- Pierre Larquey : Casimir
- Lisette Lanvin : Aurore
- Jean Fay : Maurice
- Jacqueline Daix : Reine
- Odette Joyeux : Tote
- Colette Borelli : Lili
- Christiane Dor : Mathilde
- Viola Vareyne